# Primatologia
La primatologia è la scienza che studia i primati. 
Si collega a diverse discipline, quali la biologia, l'antropologia, la psicologia.
L'antropologia fisica in particolare potrebbe essere considerata una branca della primatologia riguardante le specie umane e in particolare l'Homo sapiens: con questa e con la paleontologia umana si intreccia strettamente per quanto riguarda lo studio degli ominidi.
La moderna primatologia è una scienza estremamente diversificata, che va dallo studio anatomico dei comuni antenati, allo studio sul campo della vita dei primati nel loro ambiente naturale, agli esperimenti di psicologia animale. Produce importanti risultati suscettibili di far luce sui comportamenti umani fondamentali e sugli antichi predecessori di questi comportamenti negli antenati della specie.